# Rome (sèrie de televisió)
Rome és una sèrie de televisió britànico-estatunidenca situada en l'època del pas de la República Romana a l'Imperi. Fou estrenada als Estats Units l'agost del 2005. Fou creada per John Milius, William J. MacDonald i Bruno Heller com a coproducció entre la BBC (Regne Unit), la cadena de pagament HBO (EUA) i la RAI (Itàlia). Va rodar-se als voltants de l'actual ciutat de Roma i als antics estudis de Cinecittà, en una superfície de més de 20.000 metres quadrats, amb la participació de 350 persones. Per això és la sèrie més cara de la història de la televisió, amb un pressupost de cent milions de dòlars. A més a més, ha estat premiada amb un BAFTA i un Globus d'Or i nominada als Emmy com a millor sèrie.
La primera temporada consta de dotze capítols de més o menys una hora de durada cadascun, essent emesa a l'HBO entre el 28 d'agost i el 20 de novembre de 2005, posteriorment emesa a la BBC entre el 2 de novembre i el 4 de gener de 2006 i a la RAI entre el 17 de març i el 28 d'abril de 2006. La segona temporada va emetre's als Estats Units entre el 14 de gener de 2007 i el 25 de març de 2007 mentre que al Regne Unit començà a emetre's a la BBC el 20 de juny, concloent l'emissió el 24 de juliol del mateix any.

## Argument
La sèrie és un drama històric que representa el període històric que envolta la violenta transformació de la República Romana a l'Imperi; un canvi causat per una guerra civil entre populars i optimats, la crisi de les institucions polítiques i les actuacions d'homes i dones molt ambiciosos.
A la presentació de la sèrie el lloc web de l'HBO proporcionava la següent introducció a la història:
| « | Mig segle abans del naixement del cristianisme, Roma s'ha convertit en la ciutat més poderosa del món, una metròpoli cosmopolita amb un milió de persones i epicentre d'un Imperi d'extensió. Fundada sobre els principis del poder compartit i la feroç competència personal, la República fou creada per impedir que qualsevol home aconseguís un poder absolut. És una societat on els soldats poden pujar per damunt dels plebeus per convertir-se en herois i fins i tot en líders de la República. Però quan la classe dirigent es feu extravagant i rica, les institucions s'esfondraren erosionades per la corrupció i l'excés, i els vells valors de disciplina espartana i unitat social cediren davant un gran abisme entre classes. | » |

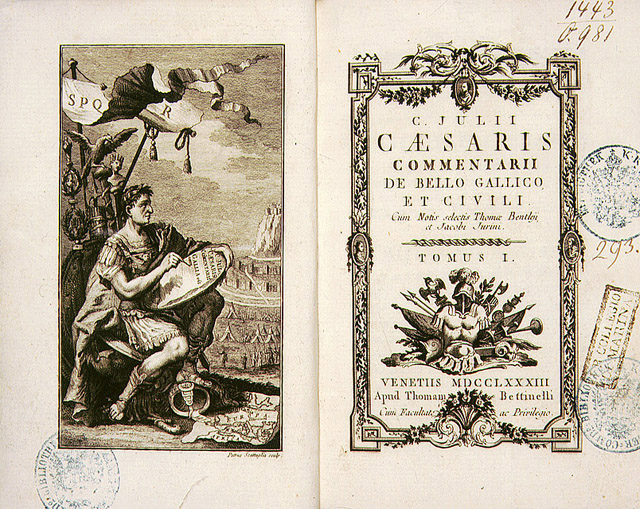
Els comentaris sobre la Guerra de les Gàl·lies escrit por Juli Cèsar. S'hi refereix breument a Voreno i Pul·lo, noms sobre què els guionistes de la sèrie fabulen a dos dels personatges principals.

Retractant les vides i fets dels rics, els poderosos i homes històricament més significatius, la sèrie també s'apropa a les vides, fortunes, famílies i coneguts de dos homes comuns: Luci Voreno i Tit Pul·lo, dos legionaris romans que són mencionats històricament per Juli Cèsar als Commentarii de Bello Gallico. La vida d'aquests dos soldats apareix novel·lada per a la sèrie amb intenció que serveixi per donar testimoni i, sovint, per influenciar en molts dels esdeveniments històrics que hi són presents. La seva versió en la sèrie no es correspon amb la realitat (en concret, haurien estat dos centurions de la IX Legió, mentre que a la sèrie pertanyen a la XIII Legió), així Luci Voreno es representa amb el rang de centurió que progressivament anirà escalant per influència de Marc Antoni i Cèsar fins a arribar àdhuc a senador i magistrat de l'Aventí mentre que Pul·lo apareix com un simple legionari que lluita sense èxit per reintegrar-se a la vida civil.
En el desenvolupament de la història els dos soldats assumiran papers crucials, ja que els guionistes els situen com a personatges molt propers primer a Cèsar i després a Octavi i Marc Antoni. Per això participen en transcendentals missions (la recuperació de l'estendard de Cèsar, el rescat de Cleòpatra, la protecció personal de Cèsar, l'assassinat de Ciceró, entre d'altres). Aquests dos soldats arriben a canviar de bàndol polític i fins i tot a trobar-se en bàndols rivals (Voreno amb Marc Antoni i Pul·lo amb Octavi), però no afectarà llur amistat i els esforços recíprocs per ajudar-se. Pul·lo és mostrat com un rude militar expert en el combat i la feblesa del qual són les dones, però amb escàs raciocini, i Voreno és un personatge més rumiador i proper a la seva família, àdhuc amb talent per a l'administració pública, però afectat després per l'adulteri de la seva dona i la pèrdua temporal dels seus fills, que acaben menyspreant-lo.

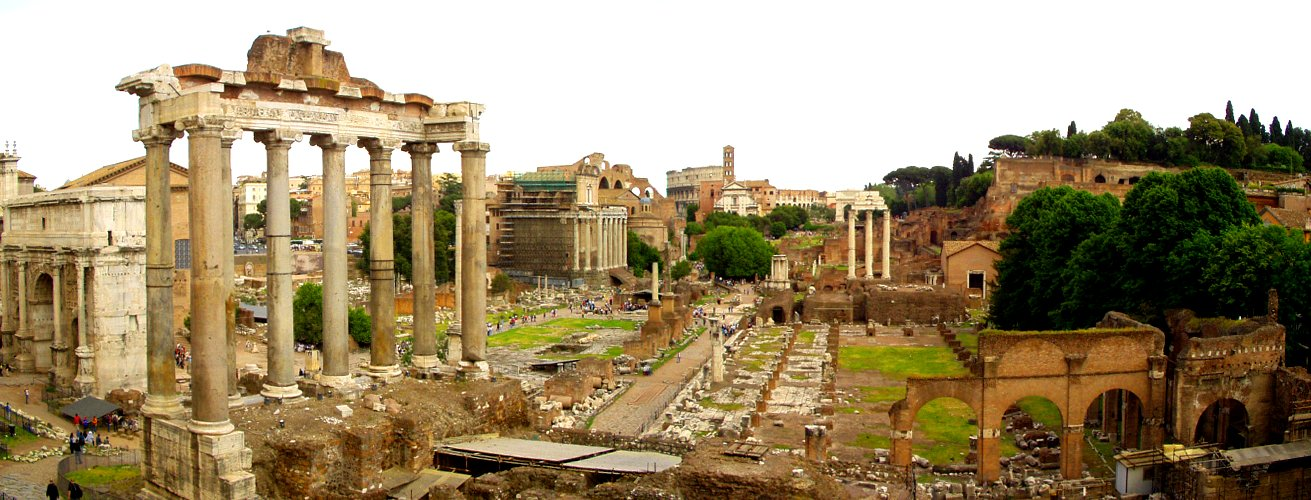
Imatge del fòrum romà a l'actualitat. El fòrum fou el centre a partir del qual la Roma antiga se desenvolupà, i el punt de referència de la vida quotidiana a Roma. Aquest espai, reconstruït als estudis Cinecittà de cinema a Roma, és essencial per al desenvolupament de la història.

La primera temporada comença el 52 aC quan el general romà Gai Juli Cèsar derrota el seu enemic Vercingetòrix, cabdill de la resistència celta, a la batalla d'Alèsia. El seu èxit desequilibra la batalla del poder contra el cònsol Pompeu Magne, que representa la lluita entre el poble -que dona suport a Cèsar- i els patricis, que ajuden Pompeu. Curiosament, Cèsar era d'ascendència patrícia i Pompeu d'ascendència plebeia, tot i que força acabalada. La sèrie tracta d'aquesta lluita de poders, en la qual Cèsar intenta refundar la República en un Imperi. Es descriu el període a partir del final de la Guerra de les Gàl·lies (52 aC o 701 ab urbe condite) fins a l'assassinat de Cèsar el 15 de març, 44 aC (el famós Idus de març). Després del teló d'aquests catastròfics esdeveniments, també es mostren els primers anys del jove Octavi, destinat amb el temps a convertir-se en el primer emperador de Roma: August.
La segona temporada reflecteix la lluita pel poder entre Octavi i Marc Antoni després de l'assassinat de Cèsar, travessant el període que transcorre des de la mort de Cèsar fins a la victòria final d'Octavi sobre Marc Antoni a Actium el 31 aC, el suïcidi de Marc Antoni i el nomenament d'Octavi August com a Emperador.
Un aspecte a destacar és que la sèrie li concedeix un espai considerable a la conducta sexual dels personatges, i abunden les escenes explícites i imatges d'òrgans sexuals masculins per a complementar el joc d'intrigues familiars i conjugals, incloent-hi el libertinatge del legionari romà encarnat per Pul·lo, fins al presumpte sadisme d'Octavi, la bisexualitat d'Octàvia i Servília, o l'incest d'Octàvia i Octavi sumats a una Cleòpatra extremadament llicenciosa.

## Producció i gravació
La sèrie començà després que William J. MacDonald i John Milius proposessin la idea a l'HBO com una minisèrie. La cadena hi afegí un guionista, després que escrivís tres episodis d'una hora. El 2002, l'HBO i la BBC varen acordar coproduir una nova sèrie basada en els esdeveniments crucials de l'antiga Roma. Aleshores van pressupostar una producció de dotze episodis d'una hora d'aproximadament 100 milions de dòlars de pressupost. HBO contribuiria amb 85 milions i la BBC amb 15. La sèrie era i és encara la coproducció més gran en el mercat estatunidenc de la història de la BBC. La sèrie fou la primera coproduïda per la BBC i l'HBO, si bé ja havien treballat plegats com a coproductors a Band of Brothers i The Gathering Storm. Quan Bruno Heller es reuní amb la productora executiva de l'HBO, Anne Thomopoulos, ell va voler llançar una idea sobre la "brossa blanca americana", Thomopoulos preguntà què era allò, i Heller hi contestà "amor a l'Antiga Roma". Entre els mesos de març de 2004 i maig de 2005 Rome fou filmada en coproducció amb la RAI a Itàlia als estudis Cinecittà, on es construïren curosament els decorats que reproduïen amb fidelitat l'antiga capital de l'Imperi. Va caldre un equip internacional de més de 350 persones, amb més de 50 tècnics locals. En una producció tan cara, part del pressupost fou emprat per a la reconstrucció més realista possible de l'època, sobretot amb molta cura a l'hora de recrear les vil·les dels patricis, el fòrum romà o l'Aventí, el barri baix de la ciutat. Una part significativa d'aquests decorats fou destruïda durant un incendi als estudis el 10 d'agost de 2007. Part d'aquests decorats foren reutilitzats a finals de 2007 per a la sèrie de la BBC Doctor Who en l'episodi titulat Els focs de Pompeia.
La sèrie va ser filmada amb la càmera professional Panasonic SDX 900 DVCPro 50, triada després de moltes proves de càmera i llargues discussions entre els tècnics. L'equip de producció volia amb aquesta càmera poder reproduir un to d'imatge semblant al de la sèrie de la BBC Space Race, que es considerava el model més adient. Mark Hedgecoe, el productor de la sèrie, digué que es trobava satisfet amb la seva capacitat per captar la realitat sorrosa de l'Imperi Romà, tenint en compte que es gravava en alta definició. La sèrie fou estrenada als Estats Units el 24 d'agost de 2005 al Wadsworth Theatre de Los Angeles, Califòrnia. L'HBO va emetre el capítol pilot L'àguila robada quatre dies després. Segons les audiències, aquest capítol tingué 8,9 milions d'espectadors. La BBC Two l'estrenà al Regne Unit el 2 de novembre de 2005, i va atraure 6,6 milions d'espectadors (el 27% del share). La sèrie també va ser distribuïda internacionalment i doblada a diverses llengües. La primera temporada fou aclamada per la crítica, amb nominacions i premis per als Globus d'Or a la millor sèrie dramàtica, i a la millor interpretació femenina per a Polly Walker en el paper d'Àtia.
Després de la difusió dels tres primers episodis d'aquesta temporada, l'HBO anuncià el projecte per produir una segona temporada de la sèrie el 2006 per emetre-la el març de 2007. Posteriorment en una roda de premsa el president de l'HBO, Chris Albrecht, confirmà que es rodaria aquella segona temporada, però no pas una tercera, ja que hi havia hagut força despeses econòmiques. Aquesta última temporada s'estrenà el 14 de gener de 2007 amb una audiència de 7,5 milions d'espectadors als Estats Units, on l'episodi final fou emès el 25 de març. El primer episodi de la segona temporada va estrenar-se a la BBC Two el 20 de juny d'aquell mateix any.
En juliol de 2018, un incendi a Cinecittà va destruir els decorats de la reconstrucció de l’antiga Roma que van servir per a la sèrie.

## Personatges

### Personatges principals
| Personatge          | Actor                  | Classe social | Descripció |
| ------------------- | ---------------------- | ------------- | --- |
| Luci Vorè           | Kevin McKidd           | Plebeu        | Dedicat a la seva família i als valors tradicionals romans, lluita per equilibrar les seves creences personals, el seu deure amb els seus superiors i les necessitats de la seva família i amics. Apareix com un centurió de la XIII Legió, a la que torna com cap dels Evocats després de fracassar en una empresa familiar a la vida civil. La seva personalitat rígida el fa tractar durament la seva família, la qual cosa finalment lamenta. |
| Tit Pul·ló          | Ray Stevenson          | Plebeu        | Tot un brivall, Pul·ló també és fidel vers els seus amics. Apareix com un legionari, servint sota Luci Vorè. |
| Gai Juli Cèsar      | Ciarán Hinds           | Patrici       | Un militar brillant, Cèsar també és un subtil polític. Intel·ligent, encantador i calculador, aconsegueix la major part d'allò en que s'embarca, fins a assolir un final sobtat. |
| Pompeu Magne        | Kenneth Cranham        | Home nou      | Enemic de Cèsar, de qui va ser aliat i gendre. Pompeu és representat com un general que va tenir èxits, però que ara està donant les seves primeres passes amb una incòmoda aliança al els conservadors Patricis del Senat. |
| Àcia dels Julis     | Polly Walker           | Patrici       | Manipuladora i condescendent. Àcia està dedicada a promoure el seu propi estatus i influència, així com el de la seva família. Amenaça els seus fill Octàvia i Octavià amb una barreja d'afecte i insensiblitat. |
| Marc Antoni         | James Purefoy          | Plebeu        | Antoni és presentat com un soldat arrogant, hedonista i obtús, però també és un seguidor lleial i eficient de Cèsar. Després de la mort de Cèsar es demostra menys efectiu quan ell mateix exerceix el govern. |
| Marc Juni Brut      | Tobias Menzies         | Patrici       | Fill de Servilia dels Junis i ple de conflictes interns. Per un costat mira a Cèsar com un pare, però també és un descendent d'un fundador de la República. |
| Servilia dels Junis | Lindsay Duncan         | Patrici       | Servília és una encantadora membre d'una de les velles famílies de la República, a més de ser amant de Cèsar. La seva llarga lluita amb Àcia acaba en violència i mort. |
| Niobe               | Indira Varma           | Plebeu        | Esposa de Vorè. Té un caràcter fort, car ha estat sola durant 8 anys criant els seus fills mentre que Vorè estava a la guerra. Durant aquest temps, però, és seduïda pel seu cunyat i té un fill. Gran part de la tensió de la primera temporada prové del caràcter inflexible del seu marit, que no és hàbil en les relacions personals. |
| Gai Octavià         | Max Pirkis/Simon Woods | Patrici       | Un jove fred però excepcionalment intel·ligent, Octavi és fill d'Àcia, qui alternativament el menysprea o l'idealitza. És capturat a la Gàlia quan viatjava per unir-se al seu oncle Juli Cèsar, però és salvat per Vorè i Pul·ló. Estudiant del poder i la política mostra signes primerencs del seu futur com a primer ciutadà de Roma. |
| Octàvia dels Julis  | Kerry Condon           | Patrici       | Octavia és la filla d'Àcia, que la domina i la manipula. Tot i que mostra una mica de la intel·ligència del seu germà Octavià, el paper d'Octàvia és essencialment el d'una víctima.. |
| Quint Valeri Pompeu | Rick Warden            | Patrici       | Fill de Pompeu Magne, violent i sàdic que mostra poques de les qualitats del seu pare. |
| Porci Cató          | Karl Johnson           | Plebeu        | Ferotge líder conservador del Senat. Per motius sense explicar, és l'únic membre del Senat que vesteix una toga negre. És un orador convençut de l'ala conservadora i dels interessos tradicionals, i enemic de la facció de Cèsar. |
| Marc Tul·li Ciceró  | David Bamber           | Plebeu        | Orador dotat, Ciceró és el líder dels moderats al Senat. Intenta donar suport al que és virtuós, però cada cop més es converteix en un conspirador oportunista. |
| Timó                | Lee Boardman           | Jueu          | Servent d'Àcia, és un tractant de cavalls que accepta feines i pagaments de tota mena. |
| Marc Agripa         | Allen Leech            | Plebeu        | Amic d'Octavià i de Gai Mecenàs, Agripa és un dels principals consellers d'Octavi quan és adult. |

### Personatges secundaris
| Personatge          | Actor                    | Classe social | Descripció                                                       |
| ------------------- | ------------------------ | ------------- | ---------------------------------------------------------------- |
| Cleòpatra Filopator | Lyndsey Marshal          | Greco-egípcia | Reina d'Egipte, casada amb Ptolemeu XIII.                        |
| Ptolemeu XIII       | Scott Chisolm            | Greco-egípcia | Germà petit i marit de Cleòpatra.                                |
| Cesarió             | Nicolò Brecci/Max Baldry | Greco-egípcia | Fill de Gai Juli Cèsar i Cleòpatra.                              |
| Gai Mecenàs         | Alex Wyndham             | Patrici       | Amic d'Octavià i de Marc Agripa; acaba sent conseller d'Octavià. |
| Lívia               | Alice Henley             | Patrici       | Esposa d'Octavià.                                                |
| Aufidia             | Deborah Moore            | Patrici       | Mare de Lívia.                                                   |
| Calpúrnia           | Haydn Gwynne             | Patrici       | Esposa de Cèsar.                                                 |
| Gai                 | Guy Henry                | Plebeu        | Amic de Marc Juni Brut.                                          |
| Lèpid               | Ronan Vibert             | Patrici       | General de Marc Antoni i partícip del Segon Triumvirat.          |
| Charmian            | Kathryn Hunter           | Esclau        | Esclau i conseller de Cleòpatra.                                 |
| Escipió             | Paul Jesson              | Patrici       | Camarada i seguidor de Porci Cató                                |